# シャルル6世 (フランス王)
シャルル6世（Charles VI, 1368年12月3日 - 1422年10月21日）は、フランス・ヴァロワ朝の第4代国王（在位：1380年 - 1422年）。第3代国王シャルル5世と王妃ジャンヌ・ド・ブルボンの長男。親愛王（le Bienaimé）、狂気王（le Fol、あるいはle Fou）と呼ばれた。1385年にイザボー・ド・バヴィエールを王妃に迎えている。

## 生涯

### 即位

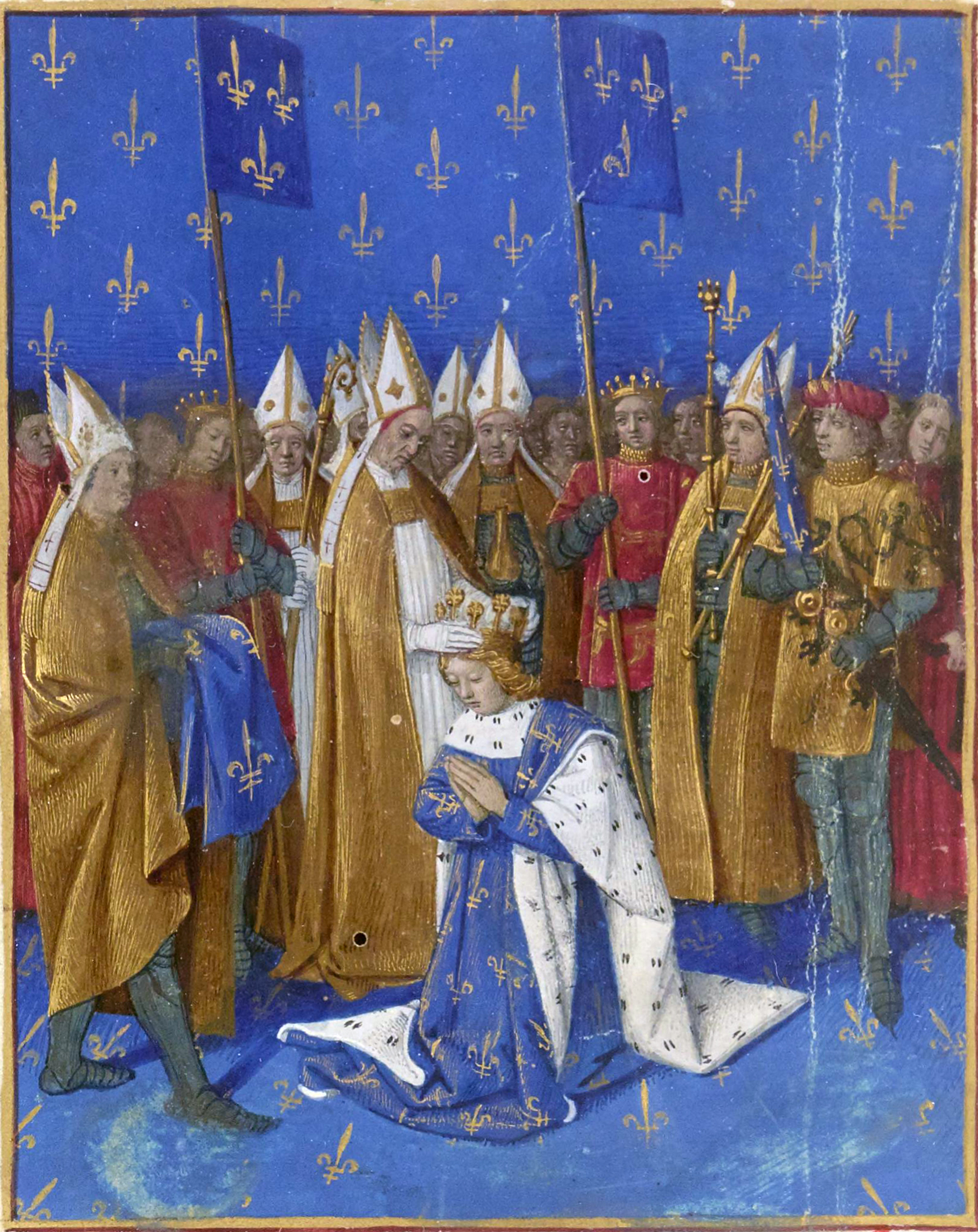
シャルル6世の戴冠式

1368年12月3日、パリの王宮にあるサン・ポール館でシャルル6世は生まれた。 父はヴァロワ家のシャルル5世、母はジャンヌ・ド・ブルボンだった。シャルル6世が生まれた時点で彼の兄は皆死亡していたため、シャルルはドーファンとしてフランス王位を継承する権利を持った。
父シャルル5世が1380年9月16日に崩御すると、シャルルは王位を継承し、11月4日にランス・ノートルダム大聖堂で戴冠式が行われた。

#### 摂政による後見
シャルル6世は11歳でフランス王位を継承し、21歳の時に摂政による後見を終わらせて親政を開始したが、それまでの間はシャルルのおじたちが王の摂政として実権を握り続けた。当時、王族は14歳で成人するとされていたが、シャルル6世がその年齢を迎えた後も摂政による統治が行われ、1388年になるまで王による親政が開始されることはなかった。
シャルルの未成年期に王の摂政としてフランスを支配したのは、父シャルル5世の弟であるブルゴーニュ公フィリップ、アンジュー公ルイ、ベリー公ジャンの3人と、母ジャンヌ・ド・ブルボンの兄であるブルボン公ルイだった。
アンジュー公ルイは1382年よりナポリ王国王位をめぐる戦いに参加し、1384年に死没した。ベリー公ジャンはラングドックの支配に注力しており、政治には大きな関心を示さなかった。ブルボン公ルイは精神的に不安定であり、またフランス国王の子でもないため重要視されなかった。結果として、ブルゴーニュ公フィリップが摂政の中でも圧倒的な力を持つこととなった。
シャルル6世は1388年に親政を開始し、摂政による支配を終わらせた。シャルルは統治を行うにあたって父（シャルル5世）の有能な顧問団であった「マルムゼ」を復権させた。こうして叔父達は遠ざけられ、親政宣言を王とマルムゼの共謀とする見方もある。
マルムゼによる補佐の下、シャルル6世の統治は国民からの尊敬を集め、シャルルは広く「親愛王」の名で呼ばれるようになった。

### 精神疾患の発病

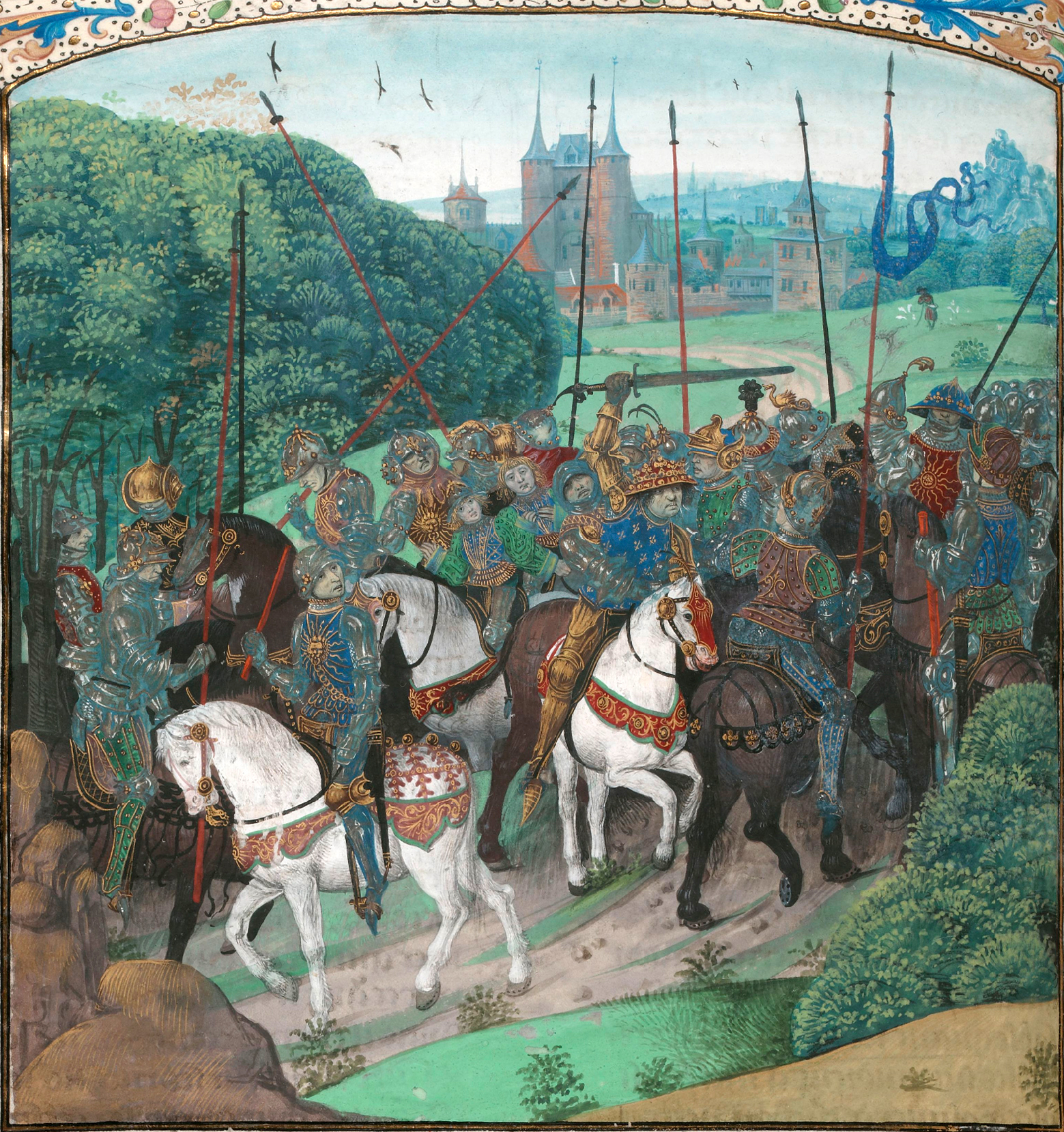
シャルル6世による味方の襲撃（15世紀画）

マルムゼの助けを得たシャルル6世の初期の名声は、王が20代半ばに精神病（ガラス妄想）を発症したことですぐに失われた。シャルルの精神病は母ジャンヌ・ド・ブルボンの血筋を通じて遺伝した可能性がある。精神に異常をきたして以降のシャルルは、「親愛王」に加えて「狂気王」の名でも呼ばれるようになった。
初めてシャルル6世に狂気の兆候が現れたのは1392年だった。この年、友人であり助言者でもあったオリヴィエ・ド・クリッソンが暗殺されかけたのを知ったシャルルは、実行犯のピエール・ド・クランを罰することに執念を燃やした。ド・クランがブルターニュ公国に逃げ込み、ブルターニュ公ジャン4世が身柄引き渡しの要求を拒否すると、シャルルはブルターニュとの戦争の準備に取り掛かった。
当時の記録によれば、シャルル6世はブルターニュとの戦争を計画するにあたって「病的な興奮」を示しており、また支離滅裂な言葉を発していた。1392年7月1日、シャルルは軍勢を引き連れてブルターニュへと出発した。行軍の速度は遅く、シャルルを苛立たせた。
8月のある暑い日の朝、行軍中のシャルル6世と護衛の騎士たちはル・マン近郊の森を通りかかった。その時、ぼろを纏った1人の狂人が現れ、裸足で王の馬に駆け寄って手綱を掴むと、「高貴なる王よ、これ以上進んではならない……戻りなさい、あなたは裏切りにあっている」などとわめいた。護衛たちはこの男を追い払ったが、逮捕することはなかった。男はその後30分にわたって一行に付きまとい、繰り返しわめき続けた。
正午に一行が森を抜けた後、小姓の1人が誤って手に持っていた王の槍を落とし、それが別の小姓が運んでいた鋼のヘルメットに当たって大きな音をたてた。その音を聞いたシャルルは身震いすると剣を抜き、「裏切り者に突撃せよ、奴らは私を敵に引き渡すつもりだ」などと叫ぶと、馬に拍車をかけて自軍の騎士に襲いかかった。襲撃は、侍従の1人と兵士数人がシャルルを馬から引きずり下ろし、地面に取り押さえるまでの間続いた。屈服させられたシャルルは微動だにせず、何の反応も見せないまま昏睡状態に陥った。王による襲撃の結果、「バスタール・ド・ポリニャック」として知られる騎士を含む数名が殺害された。
この事件の後、シャルル6世はその生涯にわたって精神異常の発作を繰り返すこととなった。1393年に起きた発作では、シャルルは自分の名前を思い出せなくなり、自分が国王であることも認識できなくなった。王妃イザボー・ド・バヴィエールが自分の部屋に訪れた際には、彼女が何者であるかを召使いに尋ねた上、「この者」を早く出て行かせるために必要な対処をするよう命じた。1395年–1396年頃の発作では、自らが聖ゲオルギオスであると主張したほか、自分の家の紋章は剣に体を貫かれたライオンであるなどと述べた。この時、シャルルは宮廷の官吏全員を認識することができた一方で、自分の妻と子供のことは憶えていなかった。またある時は、パリの王宮（サン・ポール館）の廊下を狂乱状態で走り回ったため、王が逃げ出さないよう館の出入り口が壁で塞がれた。1405年には、入浴と着替えを5か月にわたって拒否し続けた。シャルル6世の治世に生まれたピウス2世が残した記述によれば、シャルルは時に自分の体がガラスでできていると思い込むことがあり、壊れやすい体を保護するため様々な方法を試していた。例として、他の人とぶつかった際に体が粉々にならないよう鉄の棒を服に縫い付けていたという。この症状はのちにガラス妄想として知られるようになった。

#### 燃える人の舞踏会

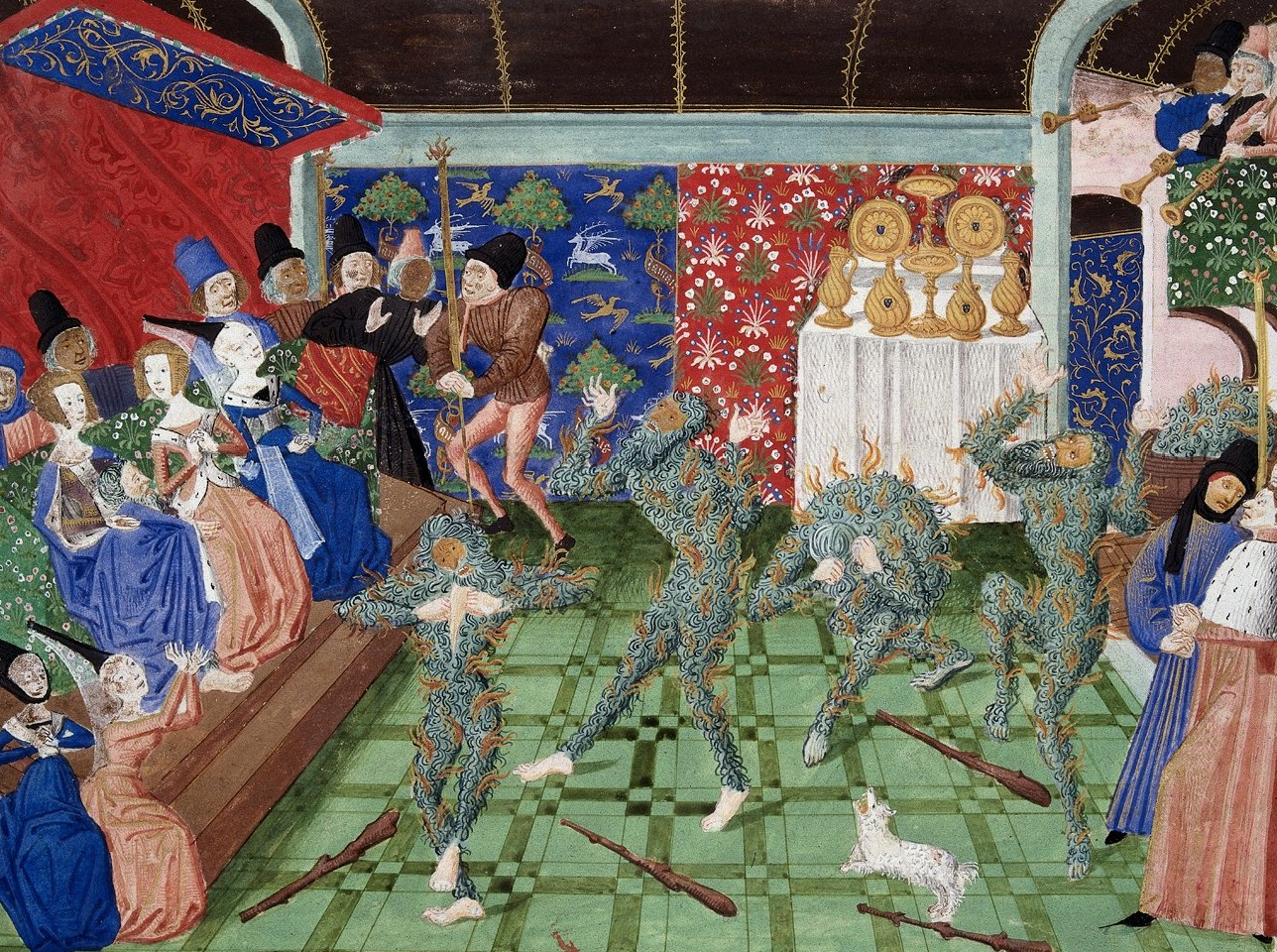
燃える人の舞踏会のミニアチュール

1393年1月28日、ある女官の結婚を祝うため、王妃イザボーはサン・ポール館で仮装舞踏会を開催した。ユゲ・ド・ギゼという貴族の提案により、この舞踏会でシャルル6世は他の4人の貴族たちと共に「森の野蛮人」に仮装してダンスを披露することとなった。野蛮人のコスチュームは松脂を染み込ませたリネンに麻を張り付けたもので、シャルルたち踊り手の全身がけむくじゃらに見えるようにしたものだった。
踊り手の1人であるイヴァン・ド・フォワの勧めにより、王は松明を持った者に対して「野蛮人のダンス」には近寄らず部屋の端に立つことを事前に命じていたが、会場に遅れて来た王弟オルレアン公ルイがそれに反して松明を踊り手の1人に近づけたため、誤ってそのコスチュームに火をつけてしまった。火は瞬く間に燃え広がり、会場はパニックに陥ったが、ベリー公妃ジャンヌ2世はとっさに自らのガウンのトレーンをシャルルにかぶせ、火の粉から王を守った。数人の騎士は炎を消そうとして重い火傷を負った。野蛮人に仮装した者のうち、ヴァレンティノワ伯の息子エメリー・ド・ポワティエ、ユゲ・ド・ギゼ、イヴァン・ド・フォワ、ジョワニー伯の4人が火傷によって死亡した。ナンテュイエ伯の息子ジャンは洗い水の入った桶に飛び込むことで一命をとりとめた。

### ブルゴーニュ派とアルマニャック派の対立
シャルル6世は、精神疾患のため1400年頃までに統治が不可能な状態となった。その結果、王妃イザボーに近く豪胆公や息子のジャン1世（無怖公）を中心とするブルゴーニュ派と、王弟オルレアン公と息子シャルル・ド・ヴァロワを中心としシャルル6世を支持するアルマニャック派に宮廷内部が分裂し、主導権を巡って争うことになった。
1407年11月23日、ブルゴーニュ派がオルレアン公ルイ1世の暗殺を実行する。しかし翌年3月、宣伝工作に長けたジャン無怖公に対し、シャルル6世は赦免を与えた

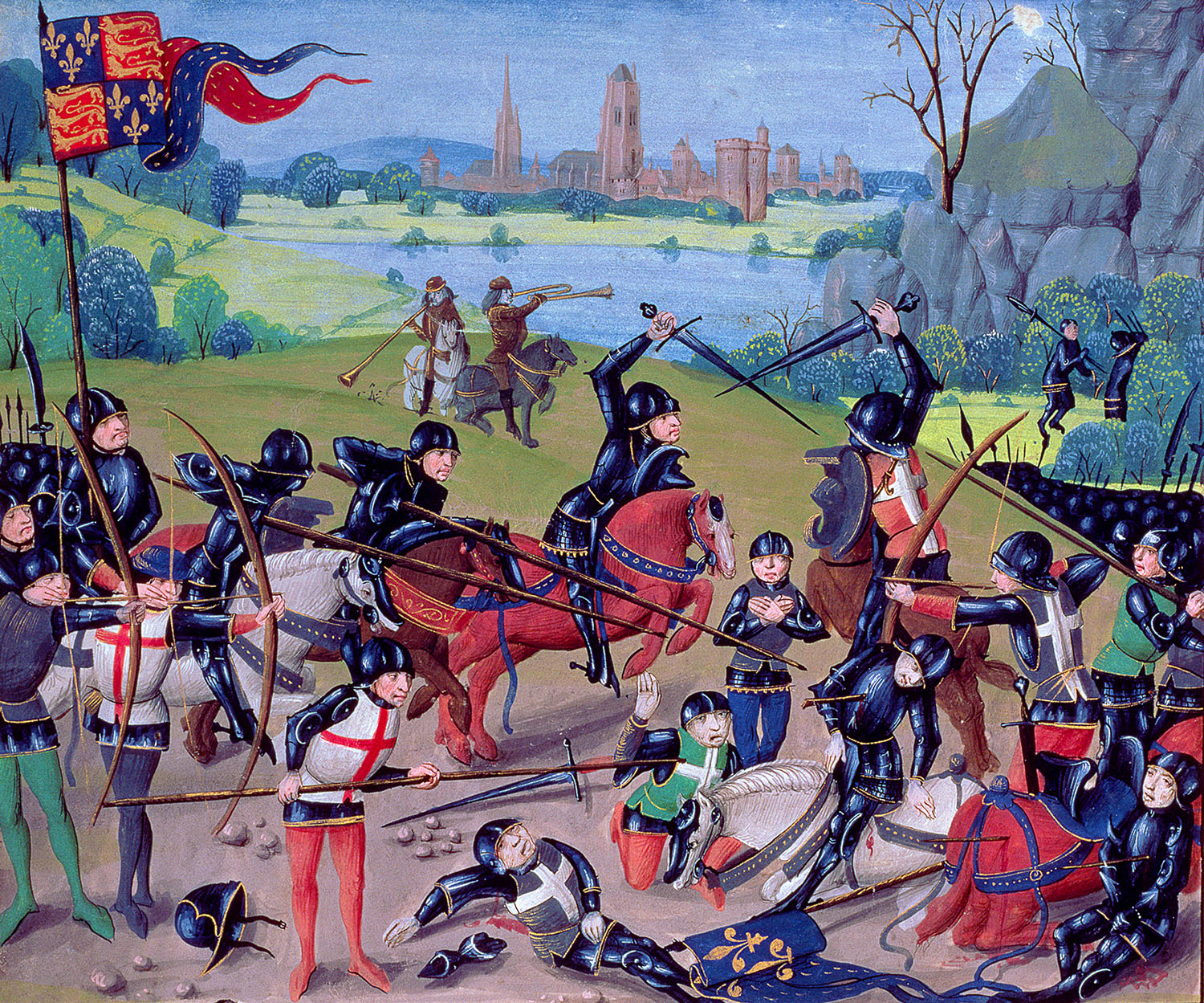
アジャンクールの戦い（1422年頃画）

このようなフランスの状勢を見て、イングランド王ヘンリー5世は、アルマニャック派を支援しながらその裏でブルゴーニュ派と提携するなど、両派の争いに巧みに介入した。そして1415年、ヘンリー5世はシャルル6世に対し、支援の見返りとしてフランス王位の継承権譲渡とフランス領土の割譲、さらに多額の賠償金を要求した。あまりのことにアルマニャック派がこれを拒絶すると、ヘンリー5世はすかさずイングランド軍を率いてフランス北部に侵攻する。ヘンリー5世の勢いは凄まじくフランス軍は各地で連戦連敗、10月25日のアジャンクールの戦いで大敗したアルマニャック派はオルレアン公らが捕虜となる大打撃を受けた。
その間、王太子ルイが1415年に、ルイに代わる王太子ジャンが1417年に、と2人の嗣子が相次いで没するなどの不幸もあった。さらに1418年5月、ブルゴーニュ派がパリに入市し暴動を起こし、アルマニャック派の領袖であるアルマニャック伯ベルナール7世が殺害される。ブルゴーニュ派は王妃イザボーをトロワに擁し、王妃も公然と協力した。一方のアルマニャック派は新王太子シャルル（後のシャルル7世）を擁した。
両派の対立により、対イングランド戦の戦況が不利となったため、対英共闘のため和睦が模索されるようになった。1419年にモントローで交渉が行われたが、同年9月10日、シャルル王太子の側近が12年前のオルレアン公暗殺の報復としてブルゴーニュ公ジャン1世の暗殺を実行した。
この事件により両派の対立は決定的となり、次代のブルゴーニュ公フィリップ3世（善良公）はイングランドと同盟して王太子シャルルと全面的に対立し、1420年4月にトロワ条約を結んでヘンリー5世のフランス王位継承を支持した。
これにより、ヘンリー5世とシャルル6世の娘カトリーヌ（キャサリン）との結婚と、シャルル6世の死後は王太子シャルルではなくヘンリー5世がフランス王位を継承することなどが定められた。ヘンリー5世は現実に王位を継承することなく1422年8月に没したが、シャルル6世も同年10月21日、ヘンリー5世の後を追うように病死した。
シャルル6世の治世は42年の長きにわたったが、精神疾患によってその治世のほとんどは家臣団やイングランドに左右される時代となった。

## 子女
妻イザボーとの間に12人の子女をもうけた。
- シャルル（1386年） - 王太子
- ジャンヌ（1388年 - 1390年）
- イザベル（1389年 - 1409年） - 1396年にイングランド王リチャード2世と結婚、1406年にオルレアン公シャルルと再婚
- ジャンヌ（1391年 - 1433年） - 1396年にブルターニュ公ジャン5世と結婚
- シャルル（1392年 - 1401年） - 王太子
- マリー（1393年 - 1438年） - ポワシー女子修道院長
- ミシェル（1393年 - 1422年） - 1409年にブルゴーニュ公フィリップ3世と結婚
- ルイ（1397年 - 1415年） - ギュイエンヌ公、王太子
- ジャン（1398年 - 1417年） - トゥーレーヌ公、王太子
- カトリーヌ（1401年 - 1437年） - 1420年にイングランド王ヘンリー5世と結婚、死別後オウエン・テューダーと事実婚。ヘンリー6世の母、ヘンリー7世の祖母。
- シャルル7世（1403年 - 1461年） - フランス王
- フィリップ（1407年）

また、庶出の娘が1人知られている。
- マルグリット（1407年 - 1458年、オデット・ド・シャンディベール所生） - 1428年、ベルヴィル領主ジャン3世・ド・アルプダンヌと結婚

## 系譜
| シャルル6世 | 父: シャルル5世 (フランス王) | 祖父: ジャン2世 (フランス王)   | 曽祖父: フィリップ6世 (フランス王)[1]  |
| シャルル6世 | 父: シャルル5世 (フランス王) | 祖父: ジャン2世 (フランス王)   | 曽祖母: ジャンヌ・ド・ブルゴーニュ     |
| シャルル6世 | 父: シャルル5世 (フランス王) | 祖母: ボンヌ                   | 曽祖父: ヨハン・フォン・ルクセンブルク |
| シャルル6世 | 父: シャルル5世 (フランス王) | 祖母: ボンヌ                   | 曽祖母: ボヘミア王女エリシュカ         |
| シャルル6世 | 母: ジャンヌ・ド・ブルボン   | 祖父: ピエール1世 (ブルボン公) | 曽祖父: ルイ1世 (ブルボン公)           |
| シャルル6世 | 母: ジャンヌ・ド・ブルボン   | 祖父: ピエール1世 (ブルボン公) | 曽祖母: マリー・ダヴェーヌ             |
| シャルル6世 | 母: ジャンヌ・ド・ブルボン   | 祖母: イザベル                 | 曽祖父: シャルル (ヴァロワ伯)[2]       |
| シャルル6世 | 母: ジャンヌ・ド・ブルボン   | 祖母: イザベル                 | 曽祖母: マオー・ド・シャティヨン       |

1. [2]とマルグリット・ダンジューの長男。
2. フランス王フィリップ3世と最初の妃イザベル・ダラゴンの息子でフィリップ4世の弟。ヴァロワ家の祖であり、[1]の父。

## 系図
| (ヴァロワ朝) フィリップ6世1（幸運王） |                        |                        |                        |                        |                        |                       |                       |                       |                       |                       |                       |                           |                           |                           |                           |                           |                           |                                            |                                            |                                            |                                            |                                            |                                            |              |              |              |              |              |              |  |  |                           |                           |                           |                           |                           |                           |  |  |  |  |  |  |  |  |  |  |  |  |  |  |  |  |  |  |  |  |
|                                       |                        |                        |                        |                        |                        |                       |                       |                       |                       |                       |                       |                           |                           |                           |                           |                           |                           |                                            |                                            |                                            |                                            |                                            |                                            |              |              |              |              |              |              |  |  |                           |                           |                           |                           |                           |                           |  |  |  |  |  |  |  |  |  |  |  |  |  |  |  |  |  |  |  |  |
| ジャン2世2（善良王）                  |                        |                        |                        |                        |                        |                       |                       |                       |                       |                       |                       |                           |                           |                           |                           |                           |                           |                                            |                                            |                                            |                                            |                                            |                                            |              |              |              |              |              |              |  |  |                           |                           |                           |                           |                           |                           |  |  |  |  |  |  |  |  |  |  |  |  |  |  |  |  |  |  |  |  |
|                                       |                        |                        |                        |                        |                        |                       |                       |                       |                       |                       |                       |                           |                           |                           |                           |                           |                           |                                            |                                            |                                            |                                            |                                            |                                            |              |              |              |              |              |              |  |  |                           |                           |                           |                           |                           |                           |  |  |  |  |  |  |  |  |  |  |  |  |  |  |  |  |  |  |  |  |
|                                       |                        |                        |                        |                        |                        |                       |                       |                       |                       |                       |                       |                           |                           |                           |                           |                           |                           |                                            |                                            |                                            |                                            |                                            |                                            |              |              |              |              |              |              |  |  |                           |                           |                           |                           |                           |                           |  |  |  |  |  |  |  |  |  |  |  |  |  |  |  |  |  |  |  |  |
| シャルル5世3（賢明王）                | シャルル5世3（賢明王） | シャルル5世3（賢明王） | シャルル5世3（賢明王） | シャルル5世3（賢明王） | シャルル5世3（賢明王） |                       |                       |                       |                       |                       |                       |                           |                           |                           |                           |                           |                           | （ブルゴーニュ公） フィリップ2世（豪胆公） | （ブルゴーニュ公） フィリップ2世（豪胆公） | （ブルゴーニュ公） フィリップ2世（豪胆公） | （ブルゴーニュ公） フィリップ2世（豪胆公） | （ブルゴーニュ公） フィリップ2世（豪胆公） | （ブルゴーニュ公） フィリップ2世（豪胆公） |              |              |              |              |              |              |  |  |                           |                           |                           |                           |                           |                           |  |  |  |  |  |  |  |  |  |  |  |  |  |  |  |  |  |  |  |  |
| シャルル5世3（賢明王）                | シャルル5世3（賢明王） | シャルル5世3（賢明王） | シャルル5世3（賢明王） | シャルル5世3（賢明王） | シャルル5世3（賢明王） |                       |                       |                       |                       |                       |                       |                           |                           |                           |                           |                           |                           | （ブルゴーニュ公） フィリップ2世（豪胆公） | （ブルゴーニュ公） フィリップ2世（豪胆公） | （ブルゴーニュ公） フィリップ2世（豪胆公） | （ブルゴーニュ公） フィリップ2世（豪胆公） | （ブルゴーニュ公） フィリップ2世（豪胆公） | （ブルゴーニュ公） フィリップ2世（豪胆公） |              |              |              |              |              |              |  |  |                           |                           |                           |                           |                           |                           |  |  |  |  |  |  |  |  |  |  |  |  |  |  |  |  |  |  |  |  |
|                                       |                        |                        |                        |                        |                        |                       |                       |                       |                       |                       |                       |                           |                           |                           |                           |                           |                           |                                            |                                            |                                            |                                            |                                            |                                            |              |              |              |              |              |              |  |  |                           |                           |                           |                           |                           |                           |  |  |  |  |  |  |  |  |  |  |  |  |  |  |  |  |  |  |  |  |
| シャルル6世4（狂気王）                | シャルル6世4（狂気王） | シャルル6世4（狂気王） | シャルル6世4（狂気王） | シャルル6世4（狂気王） | シャルル6世4（狂気王） | （オルレアン公） ルイ | （オルレアン公） ルイ | （オルレアン公） ルイ | （オルレアン公） ルイ | （オルレアン公） ルイ | （オルレアン公） ルイ |                           |                           |                           |                           |                           |                           | （ヴァロワ＝ブルゴーニュ家）               | （ヴァロワ＝ブルゴーニュ家）               | （ヴァロワ＝ブルゴーニュ家）               | （ヴァロワ＝ブルゴーニュ家）               | （ヴァロワ＝ブルゴーニュ家）               | （ヴァロワ＝ブルゴーニュ家）               |              |              |              |              |              |              |  |  |                           |                           |                           |                           |                           |                           |  |  |  |  |  |  |  |  |  |  |  |  |  |  |  |  |  |  |  |  |
| シャルル6世4（狂気王）                | シャルル6世4（狂気王） | シャルル6世4（狂気王） | シャルル6世4（狂気王） | シャルル6世4（狂気王） | シャルル6世4（狂気王） | （オルレアン公） ルイ | （オルレアン公） ルイ | （オルレアン公） ルイ | （オルレアン公） ルイ | （オルレアン公） ルイ | （オルレアン公） ルイ |                           |                           |                           |                           |                           |                           | （ヴァロワ＝ブルゴーニュ家）               | （ヴァロワ＝ブルゴーニュ家）               | （ヴァロワ＝ブルゴーニュ家）               | （ヴァロワ＝ブルゴーニュ家）               | （ヴァロワ＝ブルゴーニュ家）               | （ヴァロワ＝ブルゴーニュ家）               |              |              |              |              |              |              |  |  |                           |                           |                           |                           |                           |                           |  |  |  |  |  |  |  |  |  |  |  |  |  |  |  |  |  |  |  |  |
|                                       |                        |                        |                        |                        |                        |                       |                       |                       |                       |                       |                       |                           |                           |                           |                           |                           |                           |                                            |                                            |                                            |                                            |                                            |                                            |              |              |              |              |              |              |  |  |                           |                           |                           |                           |                           |                           |  |  |  |  |  |  |  |  |  |  |  |  |  |  |  |  |  |  |  |  |
| シャルル7世5（勝利王）                | シャルル7世5（勝利王） | シャルル7世5（勝利王） | シャルル7世5（勝利王） | シャルル7世5（勝利王） | シャルル7世5（勝利王） | シャルル              | シャルル              | シャルル              | シャルル              | シャルル              | シャルル              | （アングレーム伯） ジャン | （アングレーム伯） ジャン | （アングレーム伯） ジャン | （アングレーム伯） ジャン | （アングレーム伯） ジャン | （アングレーム伯） ジャン |                                            |                                            |                                            |                                            |                                            |                                            |              |              |              |              |              |              |  |  |                           |                           |                           |                           |                           |                           |  |  |  |  |  |  |  |  |  |  |  |  |  |  |  |  |  |  |  |  |
| シャルル7世5（勝利王）                | シャルル7世5（勝利王） | シャルル7世5（勝利王） | シャルル7世5（勝利王） | シャルル7世5（勝利王） | シャルル7世5（勝利王） | シャルル              | シャルル              | シャルル              | シャルル              | シャルル              | シャルル              | （アングレーム伯） ジャン | （アングレーム伯） ジャン | （アングレーム伯） ジャン | （アングレーム伯） ジャン | （アングレーム伯） ジャン | （アングレーム伯） ジャン |                                            |                                            |                                            |                                            |                                            |                                            |              |              |              |              |              |              |  |  |                           |                           |                           |                           |                           |                           |  |  |  |  |  |  |  |  |  |  |  |  |  |  |  |  |  |  |  |  |
| ルイ11世6（慎重王）                   | ルイ11世6（慎重王）    | ルイ11世6（慎重王）    | ルイ11世6（慎重王）    | ルイ11世6（慎重王）    | ルイ11世6（慎重王）    | ルイ12世8             | ルイ12世8             | ルイ12世8             | ルイ12世8             | ルイ12世8             | ルイ12世8             | シャルル                  | シャルル                  | シャルル                  | シャルル                  | シャルル                  | シャルル                  |                                            |                                            |                                            |                                            |                                            |                                            |              |              |              |              |              |              |  |  |                           |                           |                           |                           |                           |                           |  |  |  |  |  |  |  |  |  |  |  |  |  |  |  |  |  |  |  |  |
| ルイ11世6（慎重王）                   | ルイ11世6（慎重王）    | ルイ11世6（慎重王）    | ルイ11世6（慎重王）    | ルイ11世6（慎重王）    | ルイ11世6（慎重王）    | ルイ12世8             | ルイ12世8             | ルイ12世8             | ルイ12世8             | ルイ12世8             | ルイ12世8             | シャルル                  | シャルル                  | シャルル                  | シャルル                  | シャルル                  | シャルル                  |                                            |                                            |                                            |                                            |                                            |                                            |              |              |              |              |              |              |  |  |                           |                           |                           |                           |                           |                           |  |  |  |  |  |  |  |  |  |  |  |  |  |  |  |  |  |  |  |  |
|                                       |                        |                        |                        |                        |                        |                       |                       |                       |                       |                       |                       |                           |                           |                           |                           |                           |                           |                                            |                                            |                                            |                                            |                                            |                                            |              |              |              |              |              |              |  |  |                           |                           |                           |                           |                           |                           |  |  |  |  |  |  |  |  |  |  |  |  |  |  |  |  |  |  |  |  |
| シャルル8世7（温厚王）                | シャルル8世7（温厚王） | シャルル8世7（温厚王） | シャルル8世7（温厚王） | シャルル8世7（温厚王） | シャルル8世7（温厚王） |                       |                       |                       |                       |                       |                       | フランソワ1世9            | フランソワ1世9            | フランソワ1世9            | フランソワ1世9            | フランソワ1世9            | フランソワ1世9            |                                            |                                            |                                            |                                            |                                            |                                            |              |              |              |              |              |              |  |  | マルグリット              | マルグリット              | マルグリット              | マルグリット              | マルグリット              | マルグリット              |  |  |  |  |  |  |  |  |  |  |  |  |  |  |  |  |  |  |  |  |
| シャルル8世7（温厚王）                | シャルル8世7（温厚王） | シャルル8世7（温厚王） | シャルル8世7（温厚王） | シャルル8世7（温厚王） | シャルル8世7（温厚王） |                       |                       |                       |                       |                       |                       | フランソワ1世9            | フランソワ1世9            | フランソワ1世9            | フランソワ1世9            | フランソワ1世9            | フランソワ1世9            |                                            |                                            |                                            |                                            |                                            |                                            |              |              |              |              |              |              |  |  | マルグリット              | マルグリット              | マルグリット              | マルグリット              | マルグリット              | マルグリット              |  |  |  |  |  |  |  |  |  |  |  |  |  |  |  |  |  |  |  |  |
|                                       |                        |                        |                        |                        |                        |                       |                       |                       |                       |                       |                       | アンリ2世10               |                           |                           |                           |                           |                           |                                            |                                            |                                            |                                            |                                            |                                            |              |              |              |              |              |              |  |  |                           |                           |                           |                           |                           |                           |  |  |  |  |  |  |  |  |  |  |  |  |  |  |  |  |  |  |  |  |
|                                       |                        |                        |                        |                        |                        |                       |                       |                       |                       |                       |                       |                           |                           |                           |                           |                           |                           |                                            |                                            |                                            |                                            |                                            |                                            |              |              |              |              |              |              |  |  |                           |                           |                           |                           |                           |                           |  |  |  |  |  |  |  |  |  |  |  |  |  |  |  |  |  |  |  |  |
|                                       |                        |                        |                        |                        |                        |                       |                       |                       |                       |                       |                       |                           |                           |                           |                           |                           |                           |                                            |                                            |                                            |                                            |                                            |                                            |              |              |              |              |              |              |  |  |                           |                           |                           |                           |                           |                           |  |  |  |  |  |  |  |  |  |  |  |  |  |  |  |  |  |  |  |  |
|                                       |                        |                        |                        |                        |                        | フランソワ2世11       | フランソワ2世11       | フランソワ2世11       | フランソワ2世11       | フランソワ2世11       | フランソワ2世11       | シャルル9世12             | シャルル9世12             | シャルル9世12             | シャルル9世12             | シャルル9世12             | シャルル9世12             | アンリ3世13                                | アンリ3世13                                | アンリ3世13                                | アンリ3世13                                | アンリ3世13                                | アンリ3世13                                | マルグリット | マルグリット | マルグリット | マルグリット | マルグリット | マルグリット |  |  | （ブルボン朝） アンリ4世1 | （ブルボン朝） アンリ4世1 | （ブルボン朝） アンリ4世1 | （ブルボン朝） アンリ4世1 | （ブルボン朝） アンリ4世1 | （ブルボン朝） アンリ4世1 |  |  |  |  |  |  |  |  |  |  |  |  |  |  |  |  |  |  |  |  |
|                                       |                        |                        |                        |                        |                        | フランソワ2世11       | フランソワ2世11       | フランソワ2世11       | フランソワ2世11       | フランソワ2世11       | フランソワ2世11       | シャルル9世12             | シャルル9世12             | シャルル9世12             | シャルル9世12             | シャルル9世12             | シャルル9世12             | アンリ3世13                                | アンリ3世13                                | アンリ3世13                                | アンリ3世13                                | アンリ3世13                                | アンリ3世13                                | マルグリット | マルグリット | マルグリット | マルグリット | マルグリット | マルグリット |  |  | （ブルボン朝） アンリ4世1 | （ブルボン朝） アンリ4世1 | （ブルボン朝） アンリ4世1 | （ブルボン朝） アンリ4世1 | （ブルボン朝） アンリ4世1 | （ブルボン朝） アンリ4世1 |  |  |  |  |  |  |  |  |  |  |  |  |  |  |  |  |  |  |  |  |

## シャルル6世のタロット
1392年、精神が不安定なシャルル6世を慰めるため、「シャルル6世のタロット」とよばれるデッキが作成された。「フランス国王シャルル6世の会計帳にある「金色や様々な色で描かれた56枚の遊技札」の記述によれば、3デッキ作成の代金として、1392年に画家ジャクマン・グランゴヌール（Jacquemin Gringonneur）に、6枚のペルシャ硬貨を支払ったとある。パリ国立図書館に所蔵されたタロットが、その「シャルル6世のタロット」と呼ばれ、現存する最古のタロットカードであるとされていた。しかし現在では、このタロットは、推定で1469年から1471年頃、エステ家のボルソ・デステ（Borso d'Este）公爵のために作成されたものだという学説が有力となっている。